# Al-Hamra (Syria)
Al-Hamra (arab. الحمراء) – miasto w Syrii, w muhafazie Hama. W 2004 roku liczyło 1783 mieszkańców.